# 廖似光
廖似光（1911年—2004年7月2日），原名廖娇，广东惠阳周田村人，中华人民共和国政治人物。

## 生平
1929年在叶文华的介绍下，加入中国共产主义青年团。1930年，廖似光和何克全在广州结婚。1931年党组织把廖似光调到香港。后到上海的共青团中央机关工作。1933年秋前往中央苏区的少共机关工作，并转党。1934年10月参加中央红军长征。到陕北后，在中华苏维埃临时中央政府西北办事处粮食部工作。
抗战胜利后，任晋察冀分局党校干部处处长兼工人训练班主任。随党校撤往山西阳泉，深入农村参加土改。后调华东参加两广纵队，任两广纵队留守处政治委员。1948年8月出席在哈尔滨召开的第六次全国劳动大会，当选中华全国总工会执行委员。任第四野战军后勤部政治处副主任。
1949年10月至1950年8月任中共广州市委副书记、广州市工委书记和广州市总工会筹委会主任。1951年3月当选广州市总工会第一任主席。中共广东省委工交部副部长、1953年9月至1954年4月任广东省重工业厅厅长、党组书记。后任中共中央华南分局工业部副部长，中共广东省委组织部副部长。1979年12月至1983年4月任广东省第四届政协副主席。1983年4月至1985年9月任广东省第五届政协副主席。1985年退居二线。
中共七大代表。第一、第二、第三届全国人大代表。。第五届全国政协委员。